# Стелла Мозгава
Стелла Мозгава (англ. Stella Mozgawa, нар. 25 лютого 1986) — австралійська барабанщиця, найбільш відома як учасниця інді-рок гурту Warpaint. Окрім роботи з Warpaint, Мозгава брала участь у записах музикантів Курта Вайла, Адама Гріна, Кейт Ле Бон, the xx, Тіма Преслі, Тома Джонса, Кім Гордон та Регіни Спектор.
Під час пандемії COVID-19 Мозгава стала співпродюсером третього студійного альбому Кортні Барнетт Things Take Time, Take Time, який вийшов у листопаді 2021 року.

## Біографія

### Дитинство та ранні роки
Мозгава виросла в Сіднеї, її виховували батьки-поляки, які переїхали з Польщі до Австралії, щоб разом виконувати музику як музичний дует.
У 13 років Мозгава почала грати на барабанах і спочатку зазнала впливу барабанщика Зака Хенсона з поп-групи Hanson. Вона пояснила: «Для багатьох людей, які на півпокоління старші за мене, це був Томмі Лі, але для мене це був Зак Хенсон з Hanson. Напевно, я належу до меншої групи людей, яких саме ця людина дійсно надихнула на професію». У віці 14 років Мозгава видавала себе за «20-річну польську іммігрантку без документів», щоб виступати на музичних майданчиках Сіднея.

### Ранній період кар'єри
З 2000 року в ранніх сіднейських групах Мозгави грав Нік Мейбері на соло-гітарі. На початку 2006 року Мозгава і Мейбері створили гурт Mink у Нью-Йорку разом з Нілом Карлсоном на вокалі, Грантом Фіцпатріком на бас-гітарі та Девідом Лоуі на ритм-гітарі. Поп-рок гурт випустив дебютний альбом під власною назвою у серпні 2007 року, але розпався до 2009 року.
Мозгава подружилася з бас-гітаристом Red Hot Chili Peppers Флі, який запропонував їй переїхати до Лос-Анджелеса, а згодом познайомив з учасниками Warpaint. Протягом цього часу вона жила в будинку Флі: «Він зіграв важливу роль у моєму знайомстві з дівчатами з Warpaint. Він був першою людиною, яка назвала мені їхні імена, і вперше я тусувалася з ними біля нього та його друзів, тож він зіграв величезну роль у цьому. Є багато людей з тієї епохи, які виросли на певній музиці, що має стільки цілісності. Незалежно від того, фанат ви Red Hot Chilli Peppers чи ні, він дійсно усвідомлює те, що робить, і в душі він панк. Йому начхати на метрики або на те, хто популярний, для нього головне — душа музики».

### Warpaint

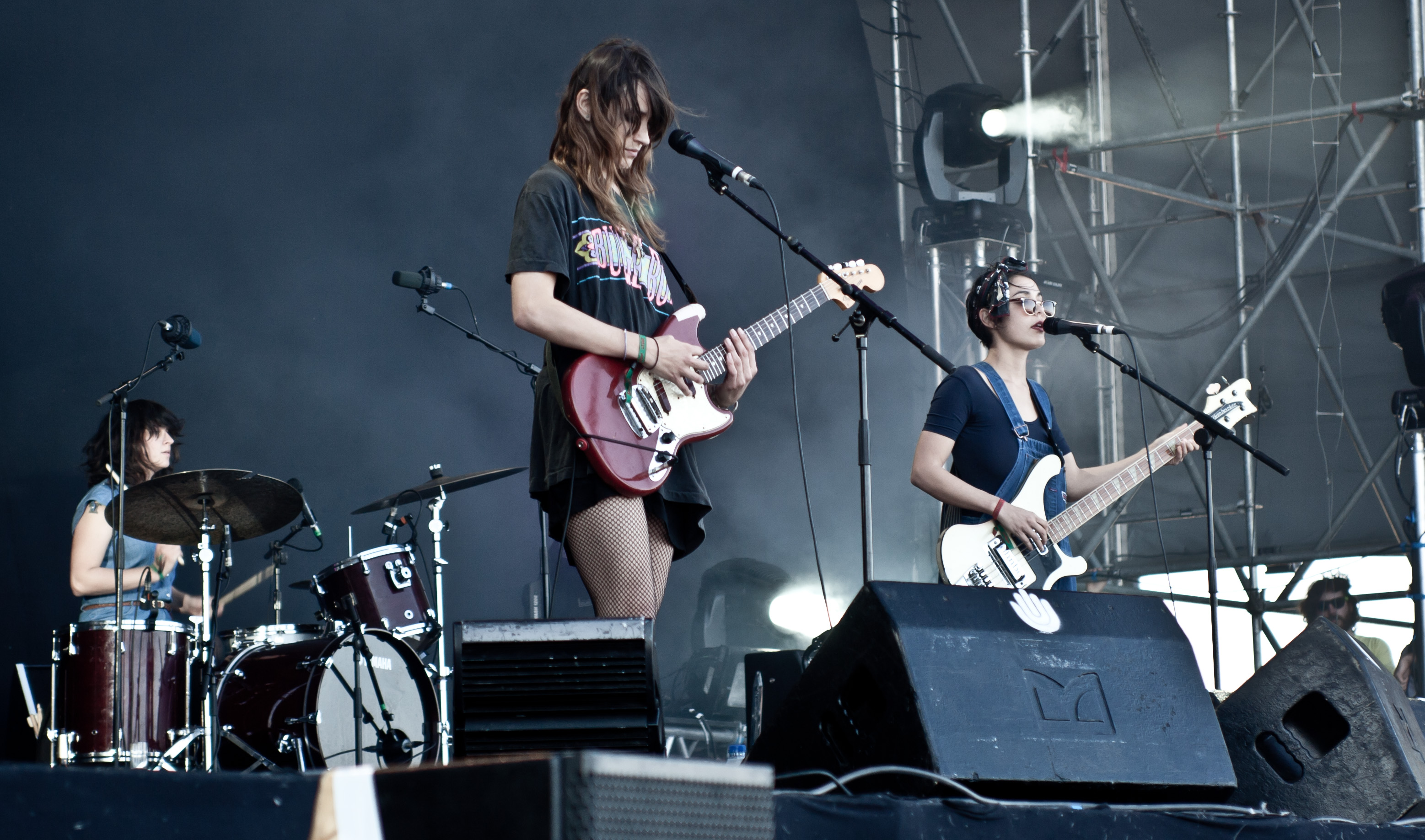
Мозгава (зліва) під час виступу Warpaint

У Лос-Анджелесі Мозгава подружилася з вокалісткою і гітаристкою Warpaint Терезою Вейман наприкінці 2009 року. Згодом вона була запрошена приєднатися до гурту і замінила Шеннін Соссамон. З того часу Стелла бере участь у записі та створенні пісень Warpaint.

## Ремікси
Мозгава зробила ремікси для кількох виконавців, серед яких Daughter, Shura, Sarah Blasko, Eves the Behavior та Depeche Mode.

## Дискографія
З Warpaint
- The Fool (2010)
- Warpaint (2014)
- Heads Up (2016)
- Radiate Like This (2022)

З Belief
- Belief (2022)

З Куртом Вайлом
- Wakin on a Pretty Daze (2013)
- It's a Big World Out There (And I Am Scared) (2013)
- B'lieve I'm Goin Down… (2015)
- Spotify Sessions (2015)
- Lotta Sea Lice (2017) (з Кортні Барнетт)
- Bottle It In (2018)
- Watch My Moves (2022)

Сесійні роботи
- Helen Burns (2012) — Флі
- Spirit in the Room (2012) — Том Джонс
- Howlin' (2013) — Jagwar Ma
- There There (2014) — Меган Вашингтон
- Wonder Where We Land (2014) — SBTRKT
- My Dreams Dictate My Reality (2015) — Соко
- Right On! (2015) — Дженні Лі Ліндберг
- Crab Day (2016) — Кейт Ле Бон
- Furnaces (2016) — Ед Харкорт
- Aladdin (2016) — Адам Грін
- Murdered Out (2016) — Кім Гордон
- The WiNK (2016) — Тім Преслі
- Every Now and Then (2016) — Jagwar Ma
- Remember Us to Life (2016) — Регіна Спектор
- The Good Book (2016) — Енді Клоквайз
- Clashes (2016) — Моніка Бродка
- I See You (2017) — The xx
- Young Adult (2017) — Rodes Rollins
- I Romanticize (2017) — H Hawkline
- LoveLaws (2018) — TT
- Record (2018) — Трейсі Торн
- Remind Me Tomorrow (2019) — Шерон Ван Еттен
- Diviner (2019) - Хайден Торп
- Reward (2019) — Кейт Ле Бон
- Return to Center (2019) — Кірін Дж. Каллінан
- Ceremony (2020) — Phantogram
- Boy from Michigan (2021) — Джон Грант
- Things Take Time, Take Time (2021) — Кортні Барнетт
- Pompeii (2022) — Кейт Ле Бон

З Desert Sessions
- Volume 11: Arrivederci Despair (2019) — Desert Sessions
- Volume 12: Tightwads & Nitwits & Critics & Heels (2019) — Desert Sessions